# Visokoi Island
Visokoi Island ist eine unbewohnte Vulkaninsel des im südlichen Atlantischen Ozean gelegenen Britischen Überseegebietes „Südgeorgien und die Südlichen Sandwichinseln“.
Die Insel liegt rund 600 km südöstlich der Hauptinsel Südgeorgien und etwa 370 km nördlich des 60. Breitengrads südlicher Breite in der Inselgruppe der Südlichen Sandwichinseln und bildet zusammen mit Zavodovski Island und Leskov Island die kleine Gruppe der Traversayinseln, deren südlichste Visokoi ist.
Die 7,7 × 5,4 km große Insel mit einer Landfläche von etwa 34,5 km² besteht im Grunde nur aus einem 1005 m hohen Stratovulkan, dem Mount Hodson, welcher 1830 und 1930 letzte Aktivitäten zeigte.
Entdeckt und benannt wurde Visokoi Island 1819 durch den deutschbaltischen Antarktisseefahrer Fabian Gottlieb von Bellingshausen. Dieser benannte die Insel nach einem russischen Begriff für Höhe, wegen der beeindruckenden Erhebung des Vulkanbergs.